# Orjola Pampuri
Orjola Pampuri (ur. 13 listopada 1981 w Tiranie) – albańska psycholożka, deputowana do Zgromadzenia Albanii z ramienia Demokratycznej Partii Albanii.

## Życiorys
Doktoryzowała się na Wydziale Zdrowia Publicznego Uniwersytetu Medycznego w Tiranie.
W wyborach parlamentarnych z 2017 roku uzyskała mandat do Zgromadzenia Albanii, gdzie reprezentowała Demokratyczną Partię Albanii.
Pracuje w Tiranie jako psycholożka oraz jako wykładowczyni na Uniwersytecie Europejskim.